# Hudsonbaaistroom
De Hudsonbaaistroom (HBC) is een koude zeestroom die in zuidoostelijke richting ten zuidwesten van het Canadese Baffineiland en ten noorden van het schiereiland Labrador loopt. Ze stroomt van de Hudsonbaai via de Straat Hudson naar de Labradorzee.
De Hudsonbaai ontvangt water van smeltend ijs, rivieren en van de uitstroom van de Noordelijke IJszee die vanaf de Lancasterzeestraat (Parrykanaal) via de Prince Regent Inlet, Golf van Boothia, Fury and Hecla Strait, het Foxebekken en Frozen Strait (westwaarts) (via Roes Welcome Sound) of Foxe Channel (zuidwaarts) de Hudsonbaai bereikt. Een ander deel van het zeewater gaat van Foxebekken via Foxe Channel rechtstreeks naar Straat Hudson. In de baai is er (in de zomer) een circulatie van het zeewater tegen de klok in. De sterkste zeestroming stroomt van Jamesbaai in het zuiden langs de oostkust naar het noorden, waar het naar het oosten afbuigt, samenstroomt met het water van het Foxebekken (via Foxe Channel) en samen via de Straat Hudson naar het zuidoosten stromen.
Aan de oostkant van de Straat Hudson komt de Hudsonbaaistroom uit in de Labradorzee waar het samenstroomt met de Baffineilandstroom tot de Labradorstroom.
De zeestroom stroomt door de mariene ecoregio Hudson Complex.